# Tarass Boulba
Pour les articles homonymes, voir Tarass Boulba (homonymie).
Tarass Boulba (Тара́с Бу́льба) est un roman historique de Nicolas Gogol publié en 1843. Une première version est parue en janvier 1835. Elle fait alors partie du recueil Mirgorod. La version beaucoup plus étoffée publiée seule constitue le texte définitif.
L'histoire est celle du Cosaque zaporogue Tarass Boulba et de deux de ses fils, Andreï et Ostap. Les trois hommes vont d'Ukraine en Pologne, contre laquelle les Cosaques sont en guerre.

## Résumé

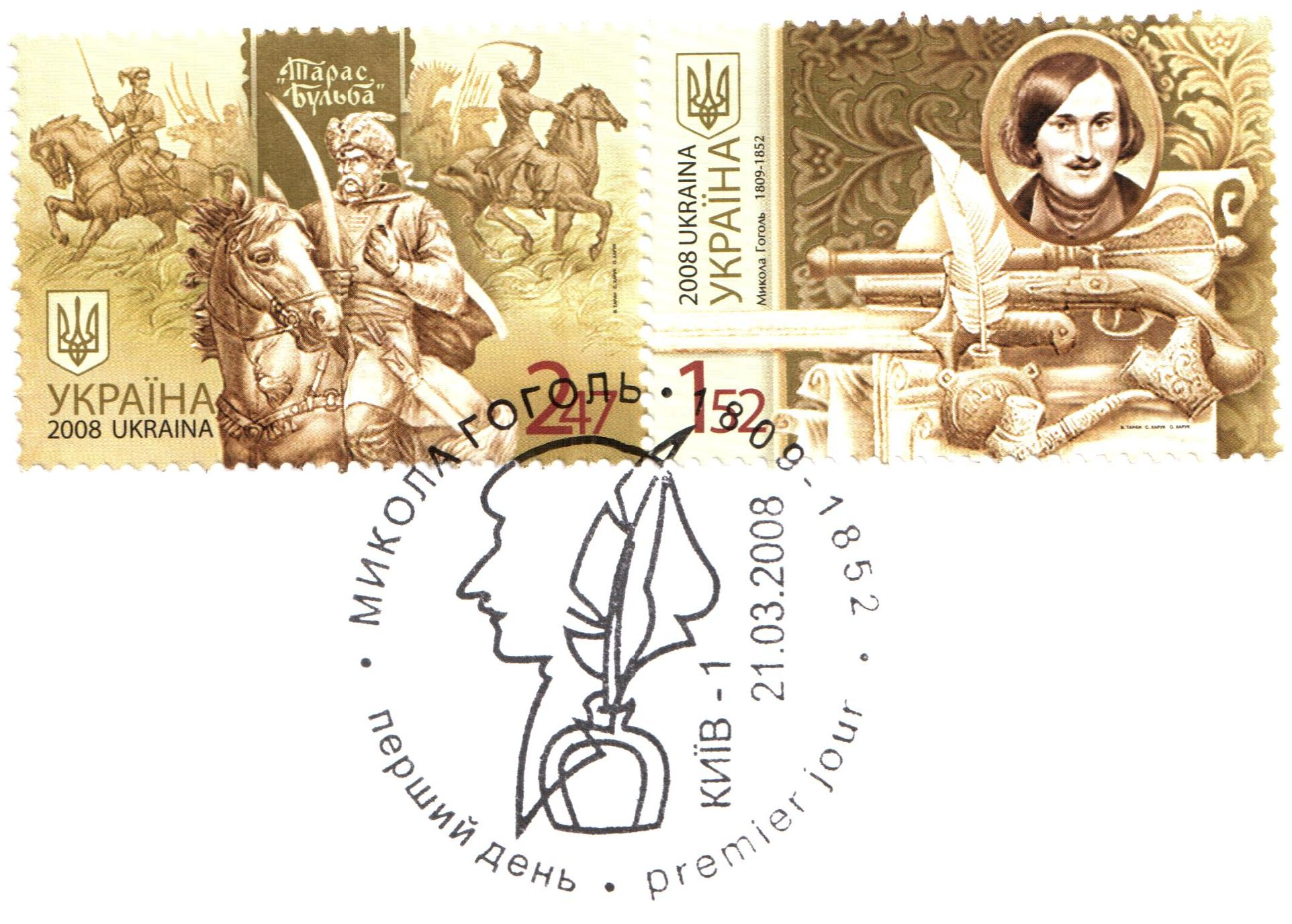
Timbre célébrant le 200ème anniversaire de Nicolas Gogol, illustrant roman Tarass Boulba

Tarass Boulba est un Cosaque ukrainien robuste et belliqueux. Ses deux fils, Andreï et Ostap, rentrant de Kiev après avoir fini leurs études, sont très vite conduits à la setch, le campement militaire cosaque. Une rumeur circulant dans le camp constitue un motif suffisant pour entrer en guerre contre les Polonais, au nom de la défense de la foi orthodoxe.
La campagne féroce est marquée par le passage à l'ennemi d'Andreï, qui cherche à rejoindre la fille du gouverneur. Pour sauver cette fille, Andreï doit apporter de la nourriture à la ville de Doubno, assiégée par les Cosaques. Au cours du combat, Tarass découvre son fils sous l'uniforme polonais. Tarass, humilié, le tue lui-même d'une balle dans le torse. Après l'arrivée de renforts polonais, la déroute des troupes cosaques est inévitable, Ostap est capturé et exécuté publiquement avec ses compagnons sous les yeux de son père qui reviendra avec d'autres Cosaques pour essayer de le venger. Mais ce sera une nouvelle défaite, Tarass Boulba finira par être capturé, puis sera brûlé vif en rêvant, du haut de son bûcher, de la victoire définitive de la foi orthodoxe.

## Adaptations cinématographiques
- 1909 : Tarass Boulba (Тарас Бульба), film réalisé par Alexandre Drankov
- 1924 : Taras Bulba, film réalisé par Vladimir Strijevsky.
- 1936 : Tarass Boulba, film réalisé par Alexis Granowsky, avec Harry Baur, Jean-Pierre Aumont et Danielle Darrieux.
- 1962 : Le Fils de Tarass Boulba (Taras Bulba il cosacco), film réalisé par Henry Zaphiratos et Ferdinando Baldi.
- 1962 : Tarass Boulba (Taras Bulba), film réalisé par J. Lee Thompson, avec Yul Brynner et Tony Curtis, musique de Franz Waxman.
- 2009 : Tarass Boulba (Тарас Бульба), film réalisé par Vladimir Bortko.

## Adaptation télévisée
- 1965 : Le Théâtre de la jeunesse, épisode Tarass Boulba.

## Adaptations musicales
- Aleksandr Serov, Tarass Boulba, tableaux musicaux pour orchestre (1867?).
- Mykola Lyssenko, Tarass Boulba, opéra (1880-1891, création en 1924).
- Leoš Janáček, Taras Bulba, rhapsodie pour orchestre (1915-1918).
- Marcel Samuel-Rousseau, Tarass Boulba, drame musical (1919).
- Reinhold Glière, Tarass Boulba, ballet op. 92 (1951-1952), dont est tirée une suite d'orchestre.
- Jehan Alain, Tarass Boulba (Encelade, Icare, etc.), pièce pour piano (1936).

## Adaptation parodique en bandes dessinées
Gotlib et Alexis publient en 1973 dans Pilote une parodie de Tarass Boulba 
(reprise plus tard dans l'album Cinémastock 1.)
En 2008, les scénaristes Jean-David Morvan et Frédérique Voulyzé et le dessinateur Igor Kordey ont fait une adaptation en bande dessinée en deux tomes.